# Johan Berends
Johan Berends  (Heino, 23 november 1952) is producent en televisiemaker.

## Biografie
Aan de Nederlandse Filmacademie in Amsterdam produceerde hij de eindexamenfilms van Dick Maas en Martin Lagestee en maakte hij een documentaire over Dirk Hannema, de omstreden oud-directeur van het Museum Boijmans Van Beuningen. Hannema had het schilderij de Emmaüsgangers van meestervervalser Han van Meegeren als een echte Vermeer aangekocht.
Als zakelijk leider van de VPRO televisie stelde hij strenge financiële restricties aan de zomerprogrammering van 1987, waardoor het programma Zomergasten ontstond, naar een idee van Krijn ter Braak. Later werd Berends adjunct-directeur van het Stimuleringsfonds Nederlandse Culturele Omroepproducties, de voorloper van het Mediafonds.
Berends was betrokken bij de eerste experimentele uitzendingen voor de Rotterdamse stadstelevisie, het latere RTV Rijnmond. Als media-adviseur van het Wereld Natuur Fonds (WNF) was hij verantwoordelijk voor een 28-uur durende live televisie-uitzending op RTL 4, geproduceerd door Joop van den Ende Produkties. Daarna was hij hoofdredacteur van de informatieve en educatieve jongerenzender van Rotterdam, SMARTV. Voor de NPS en de RVU maakte hij diverse tv-programma's over de integratie van migranten in arbeiderswijken in Nederland (Rotterdam), het Verenigd Koninkrijk, (Birmingham) en de Verenigde Staten (Baltimore). Voor de NPS maakte hij reisprogramma's en was hij eindredacteur van De Quiz van de Eeuw met historicus Herman Beliën en de NPS Cultuurprijs met Pieter Jan Hagens. Voor de NOS maakte hij in opdracht van het Nationaal Comité 4 en 5 mei de jaarlijkse poëzieclips, speciaal voor de Nationale Dodenherdenking en Bevrijdingsdag geschreven gedichten, gevisualiseerd met televisieclips.
Nadat hij een reportage over wolven in Polen maakte raakte hij geïnteresseerd in de saarlooswolfhond, een Nederlands hondenras, ontstaan uit kruisingen tussen Duitse herders en wolven. In 2006 nam hij het initiatief voor de oprichting van de Algemene Vereniging voor Liefhebbers van Saarlooswolfhonden. Met journaliste Hella Liefting schreef hij een boek over dit ras: Een hond in wolfskleren, de bewogen geschiedenis van de Saarlooswolfhond.

## Trivia
Berends woonde met zijn vrouw Marianne Eggink van 2001 tot 2010 in het departement Tarn-et-Garonne in het zuidwesten van Frankrijk.